# Legacy (Fefe Dobson)
Legacy è un brano musicale della cantante canadese Fefe Dobson, estratto come primo singolo dall'album Firebird.

## Tracce
1. Legacy – 3:16

## Classifiche
| Classifica (2013) | Posizione massima |
| ----------------- | ----------------- |
| Canada            | 165               |